# Скотт, Джон (хоккеист)
Джон Го́вард Скотт (англ. John Howard Scott; 26 сентября 1982, Эдмонтон, Альберта, Канада) — канадский хоккеист, завершивший карьеру в 2016 году. На его счету восемь сезонов в НХЛ на позициях защитника и крайнего нападающего; Скотт начал свою карьеру в составе «Миннесоты Уайлд» и впоследствии играл за «Чикаго Блэкхокс», «Нью-Йорк Рейнджерс», «Баффало Сейбрз», «Сан-Хосе Шаркс», «Аризону Койотис», «Монреаль Канадиенс».
Проведя большую часть своей карьеры как довольно заурядный защитник оборонительного плана и тафгай, Скотт прославился во время интернет-голосования болельщиков, определявшего участников Матча всех звёзд НХЛ 2016 года: в результате флэшмоба он получил наибольшее число голосов среди всех игроков и стал капитаном сборной Тихоокеанского дивизиона, несмотря на то, что за 286 матчей в НХЛ Джон набрал всего 11 очков, а на момент матча звёзд вообще не являлся игроком НХЛ — «Аризона» обменяла его в «Монреаль», который отправил хоккеиста в фарм-клуб «Сент-Джонс АйсКэпс». Тем не менее, Скотт не только принял участие в матче звёзд, но и забросил две шайбы, помог команде достичь победы и заслужил звание самого ценного игрока команды.

## Биография и карьера
Джон Скотт родился в Эдмонтоне, но вырос в Сент-Катаринс, провинция Онтарио. Как и многие другие канадцы, он с детства играл в хоккей, болея за «Бостон Брюинз» и лично Рэя Бурка. В молодости Скотт не подавал больших надежд: благодаря своим габаритам он выступал в роли защитника оборонительного плана, но ему существенно недоставало скорости, вследствие чего игрока не включали в составы лучших юниорских команд и не выбрали на драфте 2001 года. Тем не менее, со временем Скотту удалось настолько улучшить своё катание, что он получил стипендию спортсмена для учёбы в Мичиганском Технологическом Университете. Джон относился к учёбе серьёзно, так как, получив образование, не планировал связывать свою карьеру с профессиональным спортом. Однако, проведя за четыре года игры за «Мичиган Тек Хаскиз» 126 матчей, набрав 19 очков и 347 минут штрафного времени, он получил приглашение в клуб Американской Хоккейной Лиги «Хьюстон Аэрос». Невеста дала Джону три года на занятия профессиональным хоккеем, но уже через 20 игр он подписал двусторонний контракт с «Миннесотой Уайлд». По воспоминаниям самого игрока, именно в АХЛ он начал регулярно драться на льду, причём одним из первых его оппонентов в бою стал опытный боец Ди Джей Кинг.
Во время первого сезона подписал контракт новичка с клубом НХЛ «Миннесота Уайлд». В сезоне 2008/09 забил первый гол в НХЛ, а именно 15 ноября 2009 года против «Каролины Харрикейнз».
2 января 2016 года стал победителем в голосованием на капитана Матча звёзд НХЛ 2016, Скотт представлял Тихоокенский дивизион.
15 января 2016 года был обменян в клуб «Монреаль Канадиенс», что поставило под угрозу его участие в Матче звезд НХЛ, потому что этот клуб находится в другом дивизионе. 19 января этого же года лига объявила, что Скотт всё же примет участие в матче и останется капитаном Тихоокеанского дивизиона несмотря на обмен.
На Матче звёзд был признан MVP, отметился двумя заброшенными шайбами, а его команда стала победителем мини-турнира. Сразу после завершения матча агенту игрока поступил запрос о продаже прав на экранизацию истории попадания Скотта на Матч Всех Звёзд. Джон провёл остаток сезона в АХЛ, но на последний матч регулярного чемпионата он был вызван в «Монреаль», и главный тренер Мишель Террьен выпустил игрока в стартовой пятёрке против легендарного форварда Яромира Ягра. После игры Скотт сообщил, что пока не принял решения о продолжении карьеры, но, не получив предложения о новом контракте, в начале ноября заявил о завершении карьеры.

## Вне льда
В 2006 году Джон Скотт получил специальность инженера-машиностроителя, окончив Мичиганский Технологический Университет. С 2008 года он женат на своей однокурснице Даниэль, в настоящее время она занимается дизайном детской одежды. У супругов семеро дочерей: Ева Скотт (род. 24.12.2011), Габриэлла Розали Скотт (род. 13.12.2013) и близнецы Эстелль Вера Скотт и София Леланд Скотт (род. 05.02.2016).

## Статистика
| 2001-02     | Чикаго Фриз        | NAHL        | 53  | 4 | 8 | 12 | 240 | — | — | — | — | —  |
| 2002-03     | Мичиган Тек Хаскиз | WCHA        | 31  | 1 | 3 | 4  | 64  | — | — | — | — | —  |
| 2003-04     | Мичиган Тек Хаскиз | WCHA        | 35  | 1 | 3 | 4  | 100 | — | — | — | — | —  |
| 2004-05     | Мичиган Тек Хаскиз | WCHA        | 36  | 2 | 4 | 6  | 101 | — | — | — | — | —  |
| 2005-06     | Мичиган Тек Хаскиз | WCHA        | 24  | 3 | 2 | 5  | 82  | — | — | — | — | —  |
| 2006-07     | Хьюстон Аэрос      | АХЛ         | 65  | 1 | 5 | 6  | 107 | — | — | — | — | —  |
| 2007-08     | Хьюстон Аэрос      | AHL         | 64  | 3 | 0 | 3  | 184 | 5 | 0 | 0 | 0 | 13 |
| 2008-09     | Миннесота Уайлд    | НХЛ         | 20  | 0 | 1 | 1  | 21  | — | — | — | — | —  |
| 2008-09     | Хьюстон Аэрос      | АХЛ         | 44  | 2 | 2 | 4  | 111 | — | — | — | — | —  |
| 2009-10     | Миннесота Уайлд    | НХЛ         | 51  | 1 | 1 | 2  | 90  | — | — | — | — | —  |
| 2010-11     | Чикаго Блэкхокс    | НХЛ         | 40  | 0 | 1 | 1  | 72  | 4 | 0 | 0 | 0 | 22 |
| 2011-12     | Чикаго Блэкхокс    | НХЛ         | 29  | 0 | 1 | 1  | 48  | — | — | — | — | —  |
| 2011-12     | Нью-Йорк Рейнджерс | НХЛ         | 6   | 0 | 0 | 0  | 5   | — | — | — | — | —  |
| 2012-13     | Баффало Сейбрз     | НХЛ         | 34  | 0 | 0 | 0  | 69  | — | — | — | — | —  |
| 2013-14     | Баффало Сейбрз     | НХЛ         | 56  | 1 | 0 | 1  | 125 | — | — | — | — | —  |
| 2014-15     | Сан-Хосе Шаркс     | НХЛ         | 38  | 3 | 1 | 4  | 87  | — | — | — | — | —  |
| 2015-16     | Аризона Койотис    | НХЛ         | 11  | 0 | 1 | 1  | 25  | — | — | — | — | —  |
| 2015-16     | Сент-Джонс АйсКэпс | АХЛ         | 27  | 2 | 2 | 4  | 85  | — | — | — | — | —  |
| 2015-16     | Монреаль Канадиенс | НХЛ         | 1   | 0 | 0 | 0  | 2   | — | — | — | — | —  |
| Всего в НХЛ | Всего в НХЛ        | Всего в НХЛ | 286 | 5 | 6 | 11 | 544 | 4 | 0 | 0 | 0 | 22 |